# 佩纳科瓦 (费尔盖拉什)
佩纳科瓦是葡萄牙波尔图区的一个堂区。总面积3.2平方公里，总人口1135人，人口密度354.7人/平方公里。